# Социалистическая левая партия (Австрия)
Социалистическая левая партия (нем. Sozialistische LinksPartei, SLP) — троцкистская политическая партия в Австрии. Партия является членом Интернациональной Социалистической Альтернативы(ранее Комитет за рабочий интернационал). Партия была создана в 1980-х годах, когда из ультралевого крыла близкой к СПА Социалистической молодёжи Австрии отделилась организация Sozialistische Offensive Vorwärts.  
Во время протестов против консервативной Австрийской партии свободы в 2000 году, организация SOV выступила уже в качестве партии. 30 января 2000 года было официально заявлено об образовании партии. В 2002 году партия участвовала в федеральных выборах в Национальный совет Австрии, однако не смогла выиграть ни одного места.

## Идеология
В рамках партийного плана реформ СЛП преследует несколько целей: социальная справедливость на национальном и глобальном уровнях; прекращение неолиберальных схем сокращения расходов и приватизации; гендерное равенство и равноправие ЛГБТ-сообщества; искоренение нацизма, расизма и всех форм ксенофобии; защита окружающей среды. Партия также выступает против ЕС потому что она служит только интересам правящего класса. Однако они поддерживают создание европейской организации на подобии ЕС для защиты интересов трудящихся.
Активисты Социалистической левой партии активно выступают в защиту прав на аборт. В 2003 году, после написания статьи с критикой методов антиабортационной группы Human Life International, член СЛП Клаудия Соргер была привлечена к суду, но 10 июля 2003 года выиграла дело.
СЛП определяет себя как альтернативу социал-демократии и сталинской КПА. Как член Комитета за рабочий интернационал, партия придерживается троцкистского взгляда, который отвергает сталинизм, а также культурно-революционный подход маоизма. Он также отвергает социал-демократию, которая, по мнению членов партии, обуржуазилась. Социалистическая левая партия определяет себя как молодую, революционную и прорабочую партию.

## История
В 2001 году партия приняла участие в выборах в Вене и набрала 100 голосов, что составило 0,01% от общего числа избирателей на выборах в коммунальные органы власти в 2001 году. Однако, поскольку СЛП выставила свою кандидатуру только в одном округе (Центрум), то это составляет относительно 0,18 % всех голосов. Партия агитировала и в других округах, таких как Маргаретен, где получила 139 голосов, что составляет 0,68 % всех голосов.
На коммунальных выборах 2005 года партия вновь провела предвыборную кампанию в округах Центрум и Маргаретен. Она смогла поднять число своих голосов до 124 в Центруме (0,24 % или 0,02 % на всю Вену), но уступила в Маргаретене (90 голосов, 0,47 %). Партия также баллотировалась в Фаворитен (0,19 %) и Бригиттенау (0,28 %); однако ни один из результатов не был достаточным для получения места.
Активисты Социалистической левой партии активно выступают в защиту прав на аборт. В 2003 году, после написания статьи с критикой методов антиабортационной группы Human Life International, член СЛП Клаудия Соргер была привлечена к суду, но 10 июля 2003 года выиграла дело.
Члены СЛП поддержали выступление футбольного клуба Hellas Kagran против политика Мартина Графа, члена ультраправой Австрийской партии свободы, использующего учебные заведения как площадки для агитации.
На парламентских выборах 2013 года партия получила 947 голосов, таким образом не пройдя в Парламент. В 2017 году партия получила ещё меньше, 571 голосов.